# Cidariophanes incondita
Cidariophanes incondita là một loài bướm đêm trong họ Geometridae.